# Vrbnica
Vrbnica és un poble i municipi d'Eslovàquia. Es troba a la regió de Košice, a l'est del país. El 2017 tenia 1.132 habitants.

## Història
La primera referència escrita de la vila data del 1330.

## Demografia
| Godina             | 1994 | 2004    | 2014    | 2024    |
| ------------------ | ---- | ------- | ------- | ------- |
| Nombre de persones | 601  | 806     | 1020    | 1321    |
| Diferència         |      | +34,10% | +26,55% | +29,50% |

| Godina             | 2023 | 2024   |
| ------------------ | ---- | ------ |
| Nombre de persones | 1281 | 1321   |
| Diferència         |      | +3,12% |